# Oct-1-én-3-one
L'oct-1-én-3-one est une cétone α,β-insaturée de formule (CH2=CHC(=O)(CH2)4CH3). C'est un composé odorant responsable de l'odeur « métallique » des métaux ou du sang lorsqu'ils entrent en contact avec la peau.

## Caractéristiques
L'oct-1-én-3-one se présente sous la forme d'un liquide jaunâtre, quasi-insoluble dans l'eau, et dont les vapeurs sont facilement inflammables. Elle possède une forte odeur métallique ou de champignon, avec un seuil d'odeur de 0,03–1,12 µg/m3. C'est le principal responsable de l'« odeur de métal », avec le décanal et la nonanal.

## Occurrence
L'oct-1-én-3-one est le produit de dégradation (réduction) de certains peroxydes de lipides de la peau au contact de métaux, en particulier le fer (oxydé en ions Fe2+). Ces peroxydes de lipides, notamment de l'acide linoléique, sont produits par oxydation enzymatique (lipoxygénase) ou simplement par contact avec l'oxygène de l'air.
L'oct-1-én-3-one  est aussi présente dans le lait, certains champignons, notamment Erysiphe necator  responsable de l'oïdium de la vigne, et certains fruits.